# Bulbophyllum chrysochilum
Bulbophyllum chrysochilum là một loài phong lan thuộc chi Bulbophyllum.